# Stanisław Loewenhardt
Stanisław Henryk Loewenhardt, Stanisław Lewenhard, franc. Stanislas Henri Loewenhard (13 września 1838 w Korytnicy, zm. 28 listopada 1915 w Chatillon sous Bagneux (dep. Seine)) – polski lekarz, przyrodnik, powstaniec styczniowy, członek korespondent Towarzystwa Muzeum Narodowego Polskiego w Rapperswilu od 1895 roku. 
Syn Maurycego i Franciszki (Fanny) z d. Reichman właścicieli Korytnicy, brat Kazimierza Zygmunta Loewenhardta (1834-1896), powstańca styczniowego i emigranta. Ukończył szkołę średnią i studia medyczne rozpoczął w Warszawie.
W powstaniu styczniowym służył w oddziale gen. Mariana Langiewicza, w którym poznał swoją przyszłą żonę Annę Pustowojtównę. 
Po upadku powstania przebywał we Francji, gdzie zaliczał się do znaczniejszych postaci polskiej emigracji, od miejsca zamieszkania części z nich (Battignoles) zwanych batiniolczykami. 20 lipca 1873 (8 sierpnia 1873) roku poślubił Annę Pustowojtównę, mieli czwórkę dzieci:  Helena, Mania (1875 - 1882), Henryk franc. Henri (1877 - 1943), lekarz.
Jego siostra, Natalia (1836-1880) była żoną Leonarda Rettla, pisarza, poety, historyka, belwederczyka i powstańca listopadowego. Po śmierci siostry Natalii Rettel (2 maja 1880) zaopiekował się wraz z żoną dwojgiem jej dzieci.

## Wybrane prace
- Henri-Stanislas Loewenhard: Quelques recherches sur l'atrophie musculaire progressive avec la dégénérescence graisseuse (Cand. Stanislas Loewenhard.).. Paris: Th.--Méd.--Paris, 1867, 1867-08-09. OCLC 467531759. (fr.). Brak numerów stron w książce[10]
- Henri-Stanislas Loewenhard: Complications génitales de l'appendicite chez la femme. (Thèse (Doctorat en Médecine)--Université de Paris.). Paris: Imprimerie Générale Lahure, 1904, s. 96. OCLC 61567285. (fr.).

## Literatura
- Stanisław Felisiak: Słownik biologów polskich. Warszawa: PWN, 1987, s. 330. ISBN 83-01-00656-0, ISBN 978-83-01-00656-3. OCLC 18558167.
- Stanisław Wiśniewski, Anna Henryka Pustowojtowa (w:) Słownik biograficzny miasta Lublina, red.  Adam A. Witusik, Jan Skarbek, Tadeusz Radzik, Lublin 1993, Ośrodek "Brama Grodzka - Teatr NN"
- Polski Słownik Biograficzny. T. 17. Wrocław: Zakład Narodowy im. Ossolińskich, 1972, s. 518. OCLC 257403880.